# Trachyuropoda reticulata
Trachyuropoda reticulata es una especie de arácnido del orden Mesostigmata de la familia Trachyuropodidae.

## Distribución geográfica
Se encuentra en Brasil.